# Woolley-Streifenbeutelmarder
Der Woolley-Streifenbeutelmarder (Myoictis leucura) ist eine im Süden Papua-Neuguineas lebende Art aus der Gattung der Streifenbeutelmarder in der Familie der Raubbeutler (Dasyuridae). Die Tiere kommen südlich der zentralen Gebirgskette vom Mount Bosavi im Westen bis zum Mount Victoria im Osten vor und leben dort in Höhen von 650 bis 1600 Metern.

## Erscheinung
Der Woolley-Streifenbeutelmarder hat eine Kopf-Rumpf-Länge von 20 bis 23 cm und erreicht ein Gewicht von 200 bis 230 g. Er ist damit etwa so groß wie der Müller-Streifenbeutelmarder (Myoictis melas) und der Wallace-Streifenbeutelmarder (Myoictis wallacii) aber größer als der Tate-Streifenbeutelmarder (Myoictis wavicus). Sein Fell ist auf der Rückenseite dunkel, rotbraun, auf der Bauchseite hell und hell rötlich dazwischen. Die dunklen, längs verlaufenden Rückenstreifen beginnen hinter den Ohren, der mittlere schon auf dem Kopf. Zwischen den Rückenstreifen ist das Fell heller rötlich. Ohren und Füße sind dunkel. Rote Flecke hinter den Ohren fehlen. Die Weibchen des Woolley-Streifenbeutelmarders haben vier Brustwarzen, die des Wallace-Streifenbeutelmarders und des Müller-Streifenbeutelmarders dagegen sechs. Der untere dritte Prämolar hat nur eine Zahnwurzel (drei beim Wallace-Streifenbeutelmarder).
Von anderen Streifenbeutelmarderarten kann der Woolley-Streifenbeutelmarder vor allem anhand seines Schwanzes leicht unterschieden werden. Er ist an der Spitze weiß und hat lange Haare auf der Oberseite und an den Seiten. Der weißliche Abschnitt des Schwanzes ist 9 bis 65 mm lang und nimmt damit 5 bis 39 % der gesamten Schwanzlänge ein. Die Länge der Haare beträgt an der Basis 10 bis 15 mm und nimmt zum Ende hin immer weiter ab. Die Unterseite des Schwanzes ist nur spärlich mit kurzen Haaren bedeckt. 

## Lebensweise
Der Woolley-Streifenbeutelmarder lebt in primären Tiefland- und Bergregenwäldern. Aus den wenigen bisher gemachten Beobachtungen kann geschlossen werden, das die Art bodenbewohnend und weitgehend nachtaktiv ist. Sie wurde jedoch auch schon tagsüber beobachtet. Näheres über das Verhalten und die Lebensweise ist bisher nicht bekannt. Die IUCN verfügt über zu wenige Daten um Angaben zu einer potentiellen Gefährdung der Art zu machen.